# Processo fotoeletroquímico

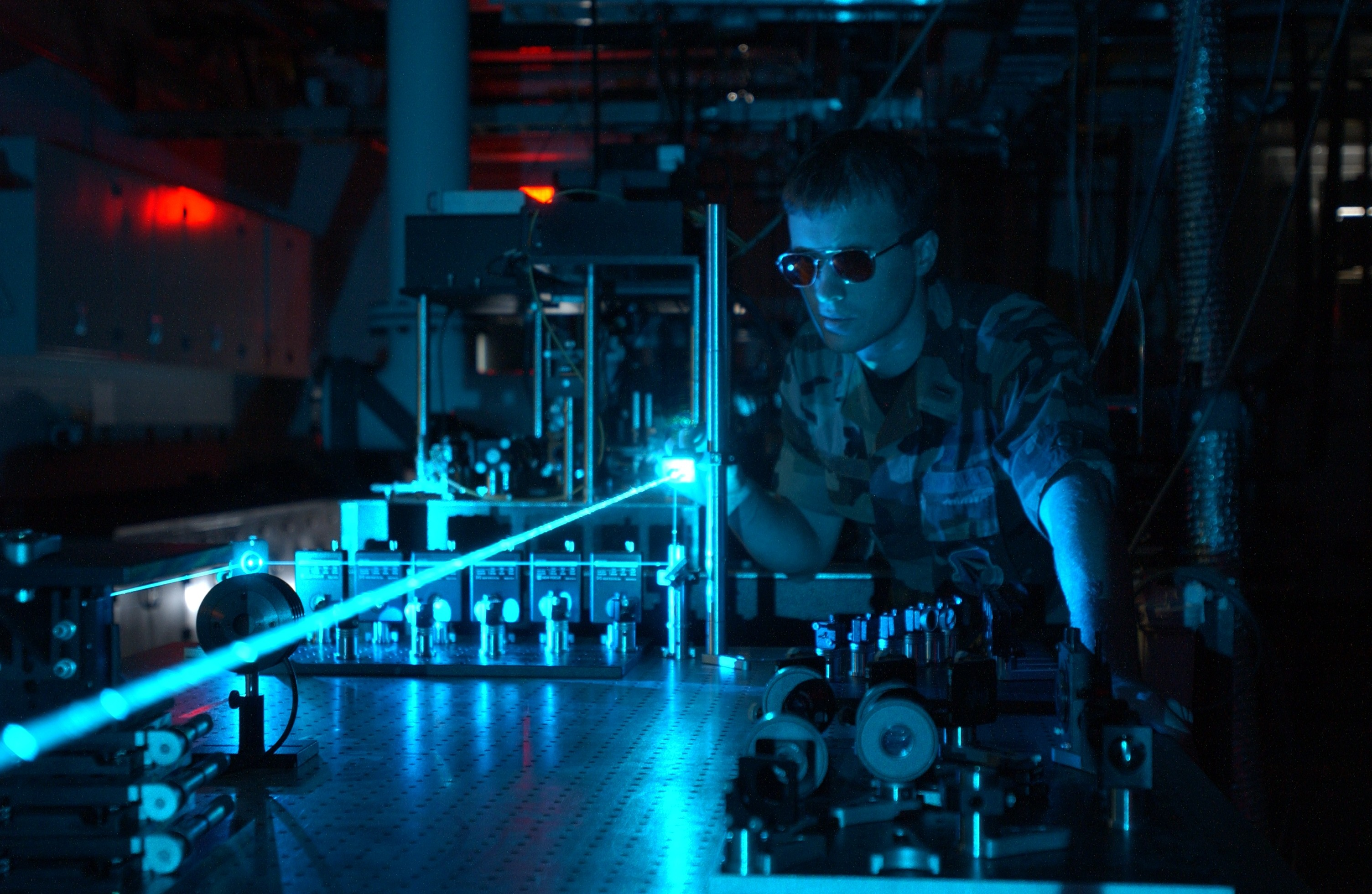
Fótons emitidos em um feixe coerente de um laser

Processo fotoeletroquímico geralmente envolve a transformação de luz em outras formas de energia. Este tipo de processo é aplicável à fotoquímica, lasers opticamente potencializados, células solares sensibilizadas, luminescência, e o efeito da mudança de cor reversível após a exposição à luz.